# Stara Zagora
Stara Zagora (bolgarsko Стара Загора) je glavno mesto istoimenske oblasti v osrednji južni Bolgariji.
Leta 2011 je mesto imelo 138.272 prebivalcev in je šesto največje v državi.